# Daniel Lovinho
Daniel Lovinho (nacido el 9 de enero de 1989) es un futbolista brasileño que se desempeña como delantero.
Jugó para clubes como el Palmeiras, Goiás, Ponte Preta, América, Ipatinga, Terengganu FA, Thespakusatsu Gunma y Kyoto Sanga FC.

## Trayectoria

### Clubes
| Club                | País          | Año         |
| ------------------- | ------------- | ----------- |
| Palmeiras           | Brasil        | 2009 - 2013 |
| Goiás               | Brasil        | 2010        |
| Ponte Preta         | Brasil        | 2010        |
| América             | Brasil        | 2011        |
| Ipatinga            | Brasil        | 2011        |
| Terengganu FA       | Malasia       | 2011        |
| Linense             | Brasil        | 2013        |
| Thespakusatsu Gunma | Japón         | 2013 - 2014 |
| Kyoto Sanga FC      | Japón         | 2015 - 2016 |
| Seoul E-Land        | Corea del Sur | 2017        |